# Trenta-sis Estratagemes
Llevat que s'especifique el contrari, els textos xinesos en aquest article estan escrits en format "xinès tradicional／xinès simplificat, pinyin". En els casos on caràcters tradicionals i simplificats xinesos són idèntics, el terme xinès s'escriu una vegada.
Els Trenta-sis Estratagemes va ser un assaig xinès utilitzat per a il·lustrar una sèrie d'estratagemes utilitzats en la política, la guerra, així com en la interacció civil.
Els estratagemes són sovint mal anomenats estratègies, però, un estratagema (sinònim d'engany) no és el mateix que una estratègia (per ser un pla o esquema a llarg termini).

## Origen
El nom de la col·lecció prové del Llibre de Qi, en el seu setè volum biogràfic, Biografia de Wáng Jìngzé (王敬則傳／王敬则传).

### Capítol 2: Estratagemes de Tracte amb l'Enemic
- (敵戰計)

#### Tanca la porta per atrapar el lladre
- (關門捉賊／关门捉贼, Guān mén zhuō zéi)
- Per a capturar al seu enemic, o més en general en les guerres, per a donar el colp final al teu enemic, vostè ha de planificar amb prudència si vol tindre l'èxit. No s'afanye en l'acció. Abans de "moure a matar", primer talle les rutes d'escapament del seu enemic, i talle les rutes a través de les quals l'ajuda exterior puga arribar a ell.